# 효자동 (전주시)
효자동(孝子洞)은 전북특별자치도 전주시 완산구에 있는 법정동과 행정동의 통칭으로, 5개의 행정동(효자1동·2동·3동·4동·5동)이 설치되어 있다.

## 개요
효자동은 김제시, 정읍시, 부안군, 고창군 방면 등으로 통하는 전주시 서남부의 관문으로, 용머리로 등 여러 큰길을 중심으로 형성된 전형적인 주거형 도심 지역이다.
1980년대부터 효자동1가에 대규모 아파트 단지가 들어서면서 본격적인 개발이 이루어지기 시작했고, 2000년대에는 삼천 서쪽인 효자동2가와 효자동3가에 서부신시가지가 조성되면서 전북특별자치도청, 전북특별자치도교육청, 전북특별자치도경찰청, KBS전주방송총국, 호남지방통계청, 전북지방중소벤처기업청, 전북지방우정청 등 전북특별자치도의 주요 관공서와 시설이 들어서 있다. 2010년대에는 효자동2가에 전주 효천지구를 조성하여 인구가 더욱 증가하였다.
효자동은 전주시의 원도심에서 가까운 동부(현 효자1동)에서 서쪽으로 신시가지가 조성되어 팽창해 발전해온 지역으로, 인구 증가에 따라 2018년 7월 1일에 효자5동이 신설되었다.

## 역사
본래 전주군 우림면과 이동면 지역이었다. 1914년 4월 1일 행정구역 통폐합에 따라 현재의 효자동1가는 우림면 송정리, 효자동2가는 우림면 효자리, 효자동3가는 이동면 홍산리가 되었다. 1935년 3월 1일 우림면과 난전면이 우전면으로 합쳐졌고, 1940년 11월 1일 이동면 4개리가 전주부에 편입되어 폐지되면서 이동면 홍산리가 우전면에 편입되었다.
1957년 11월 6일 우전면 송정리, 효자리, 홍산리가 전주시에 편입되었고, 같은 해 12월 12일 송정리를 효자동1가로, 효자리를 효자동2가로, 홍산리를 효자동3가로 하였다.

### 연혁
- 1914년 4월 1일 : 전주군 우림면(→1935년 완주군 우전면) 송정리, 효자리, 이동면 홍산리

| 조선총독부령 제111호 |                       |
| 구 행정구역 | 신 행정구역           |
| 우림면 신리(新里), 신봉리(新封里), 신용리(新龍里), 송정리(松亭里), 안행리(鴈行里), 쌍룡리(雙龍里), 오두리(烏頭里)                                                                     | 우림면 송정리(松亭里) |
| 우림면 호암리(虎岩里), 후곡리(后谷里), 구룡리(九龍里), 초전리(草田里), 한절리(寒切里), 효자리(孝子里), 신평리(新平里), 봉강리(鳳岡里), 신주리(新舟里), 용산리(龍山里), 함대리(含帶里) | 우림면 효자리(孝子里) |
| 이동면 서우리(西牛里), 서중리(西中里), 용암리(龍岩里), 완풍리(完豐里), 성덕리(聖德里), 신덕리(新德里), 마전리(馬田里), 척동리(尺洞里), 홍산리(洪山里), 농소리(農所里), 호산리(狐山里) | 이동면 홍산리(紅山里) |
- 1940년 11월 1일 : 이동면 홍산리가 우전면에 편입[3]
- 1957년 11월 6일 : 우전면 송정리, 효자리, 홍산리가 전주시에 편입[4]
- 1990년 5월 30일 : 효자동이 효자1동, 효자2동으로 분동
- 1990년 8월 1일 : 완주군 이서면 상림리, 중리 편입
- 1992년 3월 26일 : 효자3동이 효자2동에서 분동
- 1996년 9월 1일 : 효자4동이 삼천(三川)을 경계로 효자3동에서 분동[6]
- 2018년 7월 1일 : 효자5동이 서원로(이동교 ~ 전주대 신정문)와 콩쥐팥쥐로를 경계로 효자4동에서 분동 및 중동(효자4동의 법정동)이 덕진구 혁신동으로 이관.

### 명칭 유래
효자동의 유래는 1629년 조선 인조 7년에 장개남이 효자 정려를 받아 국립전주박물관 근처(효자동2가)에 효자 정려문이 세워진 것에서 비롯되었다.
장개남의 효행에 관하여는 새고기를 먹고 싶어 하는 어머니를 위해 하늘에 두 손바닥을 마주대고 빌었더니 기러기가 떨어졌다는 기러기배미 이야기, 한겨울 수박을 구하러 헤매다 동네 뒷산에서 수박을 구한 수박골 이야기, 머슴살이를 해서 얻은 밥을 어머니께 드리기 위해 세내(삼천)을 건너려고 했으나 물이 갑자기 불어 갈 수 없는 상황에서 어머니께 맛있는 밥을 드리려는 일념으로 물에 뛰어들었더니 물이 갈라져서 무사히 건널 수 있었다는 이야기 등이 전해 내려오고 있다.

## 법정동
- 효자동1가
- 효자동2가
- 효자동3가
- 상림동(上林洞)

## 주거
| 단지명                     | 건설사                    | 시행사                                            | 주소                             | 입주        | 비고                              |
| -------------------------- | ------------------------- | ------------------------------------------------- | -------------------------------- | ----------- | --------------------------------- |
| 서곡주공                   | 성원건설                  | 대한주택공사                                      | 완산구 서곡로 8 (효자동3가)      | 2000년 3월  |                                   |
| 데시앙 아이린              | 태영건설                  | 대한주택공사                                      | 완산구 소태정로 1 (효자동2가)    | 2009년 8월  | '휴먼시아 아이린'에서 단지명 변경 |
| 골든팰리스 휴먼시아        | ㈜신일건업                | 대한주택공사                                      | 완산구 호암로 40 (효자동2가)     | 2009년 11월 |                                   |
| 효자휴먼시아 1단지         | 삼환까뮤㈜                | 대한주택공사                                      | 완산구 호암로 2 (효자동2가)      | 2007년 11월 | 국민임대                          |
| 효자휴먼시아 3단지         | 진흥기업                  | 대한주택공사                                      | 완산구 용호로 20 (효자동2가)     | 2007년 11월 | 국민임대                          |
| 효자휴먼시아 5단지         | 진흥기업                  | 한국토지주택공사                                  | 완산구 호암로 87 (효자동2가)     | 2010년 4월  | 국민임대                          |
| 효자휴먼시아 6단지         | 남양건설                  | 한국토지주택공사                                  | 완산구 호암로 88 (효자동2가)     | 2010년 4월  | 국민임대                          |
| 아르팰리스 휴먼시아        | 서희건설                  | 한국토지주택공사                                  | 완산구 호암로 41 (효자동2가)     | 2010년 11월 |                                   |
| 세븐팰리스 데시앙          | 태영건설                  | 한국토지주택공사                                  | 완산구 우전로 180 (효자동2가)    | 2013년 12월 | '세븐팰리스 LH'에서 단지명 변경   |
| 효천 리버클래스            | 우미건설                  | 한국토지주택공사                                  | 완산구 효천중앙로 50 (효자동2가) | 2019년 11월 | 10년 공공임대                     |
| 서곡현대                   | 현대산업개발              | 현대산업개발                                      | 완산구 세내로 545 (효자동3가)    | 1999년 6월  |                                   |
| 서부신시가지 아이파크      | 현대산업개발              | 현대산업개발                                      | 완산구 홍산로 390 (효자동3가)    | 2007년 12월 |                                   |
| 서곡LG                     | 엘지건설㈜                | 엘지건설㈜                                        | 완산구 세내로 559 (효자동3가)    | 1999년 11월 |                                   |
| 서곡두산                   | 두산건설                  | 두산건설                                          | 완산구 서곡로 22 (효자동3가)     | 1999년 9월  |                                   |
| 서곡청솔                   | ㈜광토건설                | 한국토지신탁                                      | 완산구 서곡로 34 (효자동3가)     | 2001년 4월  |                                   |
| 효자 풍림아이원            | 풍림산업                  | 한국토지신탁                                      | 완산구 우전1길 40 (효자동2가)    | 2007년 5월  |                                   |
| 서곡대림                   | 대림산업                  | 대림산업                                          | 완산구 서곡로 11 (효자동3가)     | 1999년 10월 |                                   |
| 서부신시가지 호반베르디움  | ㈜호반베르디움            | ㈜호반주택                                        | 완산구 유연로 217 (효자동3가)    | 2007년 12월 |                                   |
| 효자 한신휴플러스          | 한신공영                  | 효자주공 2단지 재건축조합                         | 완산구 따박골4길 10 (효자동1가)  | 2006년 8월  | 효자주공 2단지 재건축             |
| 효자 대림                  | ㈜삼호                    | 효자주공 1단지 재건축조합 예그린아파트 재건축조합 | 완산구 안행2길 26 (효자동1가)    | 2002년 11월 | 효자주공 1단지·효자예그린 재건축  |
| 힐스테이트 어울림 효자     | 현대건설 금호건설         | 효자구역 주택재개발 정비사업조합                  | 완산구 용머리로 135 (효자동1가)  | 2022년 6월  | 효자구역 재개발                   |
| 효자 남양아이좋은집        | 남양건설                  | 남양건설 전주태백연립 재건축정비조합              | 완산구 강변로 242 (효자동1가)    | 2006년 6월  | 효자태백연립 재건축               |
| 효자 한강                  | ㈜한강                    | ㈜한강                                            | 완산구 강변로 120 (효자동1가)    | 1996년 12월 |                                   |
| 효자 신원리브웰            | 신원건설㈜                | 우진태하주택재건축정비사업조합                    | 완산구 용머리로 101 (효자동1가)  | 2017년 8월  |                                   |
| 쌍용모악파크빌라           | (유)쌍용주택건설          | (유)쌍용주택건설                                  | 완산구 거마평로 93 (효자동1가)   | 1994년 2월  |                                   |
| 상산타운                   | (유)우성주택건설 ㈜비사벌 | (유)우성주택건설 ㈜비사벌                         | 완산구 거마평로 125 (효자동1가)  | 1994년 4월  |                                   |
| 광진 라미안                | 광진산업개발(유)          | 광진산업개발(유)                                  | 완산구 강변로 210 (효자동1가)    | 2003년 10월 |                                   |
| 서부신시가지 우미린        | ㈜우미종합건설            | 우미건설                                          | 완산구 유연로 219 (효자동3가)    | 2007년 12월 |                                   |
| 효천 우미린 더퍼스트       | ㈜우미산업개발 우미건설   | 우미건설                                          | 완산구 효천중앙로 11 (효자동2가) | 2019년 6월  |                                   |
| 효천 우미린 더 프레스티지  | ㈜우미개발 우미건설       | ㈜우미개발                                        | 완산구 홍산로 77 (효자동2가)     | 2020년 1월  |                                   |
| 효천 대방노블랜드 에코파크 | 대방건설                  | 엔비건설㈜                                        | 완산구 효천중앙로 20 (효자동2가) | 2020년 5월  |                                   |
| 효자 더샵 1차              | 포스코이앤씨              | (유)옥성종합건설                                  | 완산구 세내로 239 (효자동2가)    | 2005년 10월 |                                   |
| 효자 더샵 2차              | 포스코이앤씨              | (유)옥성산업개발                                  | 완산구 봉곡로 140 (효자동2가)    | 2007년 2월  |                                   |
| 효자 엘드수목토 1차        | ㈜엘드건설                | ㈜엘드건설                                        | 완산구 세내로 241 (효자동2가)    | 2005년 8월  |                                   |
| 효자 엘드수목토 2차        | ㈜엘드건설                | ㈜엘드건설                                        | 완산구 봉곡로 149 (효자동2가)    | 2006년 10월 |                                   |

## 교육
- 초등학교
  - 전주문학초등학교
  - 전주새연초등학교
  - 전주서곡초등학교
  - 전주서원초등학교
  - 전주우림초등학교
  - 전주우전초등학교
  - 전주홍산초등학교
  - 전주효림초등학교
  - 전주효문초등학교
  - 전주효자초등학교
  - 전주효천초등학교
- 중학교
  - 서전주중학교
  - 전주기전중학교
  - 전주서곡중학교
  - 전주우림중학교
  - 전주우전중학교
  - 전주풍남중학교
  - 전주효정중학교
- 고등학교
  - 동암고등학교
  - 상산고등학교
  - 전일고등학교
  - 전주기전여자고등학교
  - 전주대학교 사범대학 부설고등학교
  - 전주영생고등학교
  - 호남제일고등학교
- 대학교
  - 전주대학교
  - 전주비전대학교

## 방송국
- KBS전주방송총국

## 상업

### 대형마트
- 롯데마트 전주점 (완산구 효자동)
- 홈플러스 전주효자점 (완산구 효자동)

### 백화점
- 세이백화점 서전주점 (완산구 효자동)

### 영화관
- CGV 서전주점 (완산구 효자동)
- CGV 전주효자점 (완산구 효자동)

### 재래시장
- 전주서부시장 (완산구 효자동)